# Ondřej Bureš
Ondřej Bureš (24. září 1966 Praha – 23. června 1999 Santa Monica, Los Angeles County) byl československý a český sportovní plavec, účastnik olympijských her v roce 1988. 

## Sportovní kariéra
Narodil se do sportovní rodiny. Oba jeho rodiče Zdeněk a Alena Burešovi se celý život pohybovali kolem plaveckého sportu v oddíle Bohemians Praha. Od malička tak prošel všemi vývojovými stupni od neplavce, základního kurzu plavání, přípravky (Bohemians Praha), sportovní plavecké třída (ZŠ Sázavská), sportovní školy (Gymnázium Nad Štolou) po středisko vrcholového sportu (SVS MŠ ČSR).
Ve středisku vrcholového sportu ministerstva školství byl od roku 1981 zařazen do tréninkové skupiny Ivany Felgrové. Zpočátku se specializoval na vytrvalostní tratě 400 m a 1500 m. V tréninku si nejvíc pomáhal s Jaromírem Henyšem ml.. Mezi československou plaveckou špičku se prosazoval postupně. 
V olympijském roce 1984 si zlepšil osobní rekord na 1500 m o 15 vteřin na 16:28,7 a výrazně promluvil také v disciplíně 400 m polohový závod, kde si na letní mistrovství ČSR zaplaval osobní rekord 4:43,77 a skončil překvapivě na druhém místě.
V roce 1985 se na mezistátním trojutkání v norském Hamaru koncem května přiblížil na 1500 m k hranici 15 minut časem 16:15,74. Na červnové velké ceně Slovenska si zlepšil osobní rekord na 400 m volný způsob časem 4:06,97. Na červencovém letním mistrovství republiky překvapil vítězstvím na 400 m polohový závod v novém osobním rekordu 4:37,49 (poprvé pod 4:40). Druhý titul přidal na 1500 m volný způsob. Po úspěšné letní sezoně přešel od Ivany Felgrové (věnovala se hlavně sportovkám) do tréninkové skupiny Zdeňka Skály. Skála ho charakterizoval slovy: "Je to přemýšlivý, pilný plavec. Nemám rád, když někdo něco dělá jen proto, že musí. Ondřej dovede spolupracovat, perfektní je to při dolaďování. Dokáže pospojovat věci dohromady" Hrubou kondici doháněl většinou v zimě na běžkách – byl pravidelným účastníkem Jizerské 50, v létě hodně běhal. V družstvu plavců měl pověst nejzodpovědnějšího člena.

### Zasloužený start na mistrovství světa 1986 a problémy s návratem
V únoru se na zimním mistrovství republiky v závodě na 1500 m vytáhl s Jaromírem Henyšem ml. k času poprvé pod 16 minut (15:51,08). A v podobném duchu doplaval závod na 400 m volný způsob v novém osobním rekordu 4:03,71. V obou případech s Henyšem prohrál, Henyše však po zimní sezóně zastavila v sportovním růstu vážná operace kolene.
Na červnové velké ceně Slovenska stáhnul další sekundy ze svého osobního rekordu na 1500 m na 15:48,94 a dostal se do nominace na srpnové mistrovství světa v Madridu. Jeho osobní rekord na 1500 m nedával naději na finálovou účast. Šéftrenér reprezentace Jan Vokatý věřil, že ho zkušenost z velké sportovní akce motivuje k další práci.
V srpnu na mistrovství světa zaplatil nováčkovskou daň. Na 400 m volný způsob plaval pod své možnosti čas 4:08,92 a obsadil 33. místo. Na své hlavní trati 1500 m se nedostal pod 16 min. Čas z rozplaveb 16:01,31 stačil na 19. místo. Na hotelovém pokoji byl ubytovaný s Josefem Hladkým, kterému se také mistrovství nepovedlo podle představ. V neděli nad ránem 24. srpna oba opustili nelegálně výpravu s cílem zkusit život na západě. On si však emigraci rozmyslel a ještě v neděli se k československé výpravě vrátil. To že chtěl v cizině zůstat, vyšlo oficiálně najevo až s odtajněním dokumentů po roce 1990. Tehdejší vládní vedení v Československu případ nemedializovalo – jestli dostal nějaký zákaz nebo naopak byl pochválen. Na podzim každopádně nastoupil do prvního ročníku pražské FTVS.

### 1987 – hledání hlavní disciplíny, medaile z univerziády a dodatečná nominace na úspěšné ME v Štrasburku
V sezóně 1987 útočil v únoru na zimním mistrovství na 400 m volný způsob na čas pod 4 minuty – před ním plaval z Čechoslováků pod 4 minuty pouze Daniel Machek. V závodě se předháněl s brněnským Andrejem Fabišíkem a dohmátl na prvním místě v čase 4:00,01. V březnu na tradičním velké ceně československého sportu v Praze-Podolí plaval osobním rekord na 200 m motýlek časem 2:05,17 a v cíli v rozhovoru uvedl, že závěr vysplýval, protože mu po náročném programu velké ceny došly síly.
Na červnovém letním mistrovství republiky získal tři tituly. Na 1500 m porazil ve finiši Henyše časem pod 16 minut. Časem 15:48,15 vylepšil o skoro sekundu svůj rok starý osobní rekord. Druhý titul získal na 200 m motýlek v osobním rekordu 2:03,95. Na 400 m volný způsob plaval poprvé pod 4 minuty čas 3:59,27. Po letním mistrovství byl nominován na červencovou univerziádu v Záhřebu. Na 200 m motýlek plaval v rozplavbách osobní rekord 2:03,09. V odpoledním finále doplaval na třetím místě a časem 2:02,27 se přiblížil k 5 let starému českému rekordu 2:01,96 Vlastimila Černého. Závod začal volně, na stovce obracel na 6. místě a drtivým závěrem se na posledních 50 m posunul z pátého místa na třetí. Druhý den plaval 400 m volný způsobem. Závod se mu nepovedl, projevila se únava z předchozího dne, čas 4:03,11 stačil v B-finále na 14. místo. Na závěr plaveckých soutěží univerziády ho čekala jeho hlavní disciplína 1500 m. Závod rozjel opatrně a v závěru mohutným finišem dohmátl v novém osobním rekordu 15:41,61, obsadil 7. místo.
Po návratu domů z Jugoslávie obdržel dodatečně nominaci na srpnové mistrovství Evropy ve francouzském Štrasburku. Měl startovat pouze na 200 m motýlek, ale v úvodu mistrovství ho vedení výpravy přihlásilo pro rozplavání na 400 m polohový závod. Do závodu nastupoval s dva roky starým osobním rekordem  4:37,49. V rozplavbách plaval čas 4:26,77, kterým jen o půl vteřiny nepostoupil do A-finále. V odpoledním B-finále plaval čas 4:28,19 a obsadil celkově 14. místo. Po závodě uvedl: "Něveřil jsem svým očím, že jsem plaval znakařskou stovku pod jednu minutu, ale i dál mi to šlo dobře." Za čtyři dny exceloval v závodě na 200 m motýlek. V rozplavbách překonal časem 2:01,44 pět let starý český rekord Vlastimila Černého, závodícího toho času za Kanadu. V odpoledním A-finále plaval čas 2:01,85 a obsadil 6. místo. Šéftrenér reprezentace Jan Vokatý byl z jeho vystoupení na mistrovství Evropy nadšený "vyskytly se obavy, zda mu vydrží forma, kterou již má hodně dlouhou dobu. k oběma závodům v motýlku přistupoval správně sebejistý, výrazné zlepšení v polohovém závodu mu dalo psychickou pohodu." V závěrečné polohové štafetě na 4×100 m plaval třetí motýlkářský úsek. Štafeta doplavala do cíle v novém československém rekordu 3:50,24 a obsadila první nepostupové 9. místo do finále.
Po letní sezóně řešil dilema, kterým směrem se vydat. Pod vedením Skály začal doplňkově plavat 200 m motýlek, v minulém roce 1986 získal při neúčasti Marcela Géryho titul mistra republiky, letos obhájil. Plaval tuto pro mnohé plavce morbidní trať pro radost, dokázal se na ní těšit. Výrazně se zlepšil na 400 m volný způsob, byla zde i dlouhá polohovka. Na 1500 m měl sice reálnější předpoklady zaplavat československý rekord, který od roku 1978 držel Daniel Machek ale jak Machek uvedl před pár lety, věnovat se dlouhodobě 1500 m je psychicky vyčerpávající pokud není k dispozici adekvátní sparing. Toho zatím měl v osobě Jaromíra Henyše ml..

### Priorita 200 m motýlek a zklamání na olympijských hrách 1988
V olympijském roce 1988 získal na březnovém zimním mistrovství 5 individuálních titulů – 400 m a 1500 m volný způsob, 200 m a 400 m polohový závod a 200 m motýlek. Svými časy však nevzbudil velký rozruch, osobák (2:08,45) si zaplaval pouze na 200 m polohový závod, který dříve tolik neplaval. Trenér Zdeněk Skála jeho výkony omlouval náročnou přípravou na Kubě, kde naplaval objemově 211 km a také programem mistrovství, když v jeden den musel plavat finále na 1500 m volný způsob a 200 m motýlek. Koncem března na mezistátním utkání s Rakouskem však zaplaval 200 m motýlek za čas 2:01,83. Po závodě řekl: "Věřil jsem v rychlý čas, na zimním mistrovství jsem jel hrozně pomalu poslední padesátku. Teď to bylo 32,5 s – tam také vidím další rezervu. Možná i dvě sekundy.
Po zimní sezóně se jeho hlavní tratí stal 200 m motýlek, jeho sparingpartner ze štreku Jaromíra Henyše ml. se snažil přeorientovat na kratší tratě, kde by ulevil svým bolavým kolenům (nižší počet obrátek).
V letní sezóně si udržoval stabilní výkonnost, zaplaval si osobák na 100 m motýlek (57,84) a na červencové letní mistrovství republiky jel s vědomím téměř jisté nominace na zářijové olympijské hry v Soulu. Na mistrovství republiky přijel z plné přípravy na Kubě a startoval pouze ve dvou individuálních disciplínách 200 m motýlek a v dlouhé polohovce na 400 m. Oba závody vyhrál v pomalejších časech.
V srpnu odjel s reprezentací na dva týdny do východoněmeckého tréninkového střediska v Lindow. Po návratu s reprezentací odjel na tři týdny do vysokohorského střediska Font-Romeu-Odeillo-Via. Na soustředěních byl osobně přítomen jeho trenér Zdeněk Skála. Po návratu ze soustředění se rozhodlo, že olympionici poplavou pouze své hlavní disciplíny. V jeho případě byla zvolena stejná kombinace disciplín jako na loňském mistrovství Evropy – na rozplavání 400 m polohový závod s hlavní prioritou na 200 m motýlek. Do Soulu s ním neletěl jeho střediskový trenér Skála. Bylo rozhodnuto, že šéftrenér reprezentace Jan Vokatý vše ošéfuje sám. Podle toho také vypadly tréninkové podmínky v Soulu. Trenér Vokatý situaci shrnul pro tisk: "Připravujeme se ve zcela odlišných podmínkách, než za jakých se bude závodit. Dneska jsme měli podstatně chladnější vodu, jiné jsou startovací bloky, odrazová stěna..."
Na olympijských hrách v Soulu nastoupil na rozplavání se v disciplíně 400 m polohový závod. V rozplavbách plaval svůj nejlepší čas v sezóně 4:29,62 a obsadil konečné 19. místo. V závodě na 200 m motýlek, který plaval za čtyři dny však neuspěl. V čtvrté rozplavbě doplaval poslední v čase 2:02,93 a obsadil celkově 22. místo. Na olympijských hrách však výsledkově zklamali téměř všichni plavci, jediný Radek Beinhauer vyladil formu. Za hlavního viníka neúspěchu byl nakonec shledán odvolaný šéftrenér Jan Vokatý, že dobře nezkoordinoval závěrečnou přípravu.

### Trápení v polympijské sezóně 1989, pokažené mistrovství Evropy a nabídka na studium v USA
V poolympijské sezóně 1989 v zimě mírně stagnoval. Začátkem června se však dostal do několikatýdenní fazóny. Na mezinárodním závodě v Římě zaostal jen 5 setin (2:01,49) za svým českým rekordem na 200 m motýlek. Po závodě uvedl, že po dlouhé době nastupoval do závodu klidný, bez nervozity. Tímto výkonem si s předstihem zajistil nominaci na mistrovství Evropy v německém Bonnu. Letní mistrovství republiky na přelomu června a července se mu nepovedly. První den mistrovství plaval 1500 m a skončil druhý za svým oddílovým rivalem Jaromírem Henyšem ml. v čase nad 16 minut. Další den byla napořadu jeho královská trať 200 m motýlek, na které senzačně prohrál s juniorem Jiřím Mikulou. Závěrečnou přípravu na mistrovství Evropy absolvoval s reprezentací v bněnském bazénu za Lužánkami a dolaďování formy, týden před odjezdem proběhlo nakonec ve Znojmě.
Na mistrovství Evropy v Bonnu odjížděl se čtvrtým nejlepším časem sezóny v Evropě na 200 m motýlek. Nový šéftrenér reprezentace Daniel Machek uvedl, že na A-finále bude podle prognóz stačit čas kolem 2:02,00 , a že to nebude vůbec lehké. Na úvod mistrovství startoval již tradičně v dlouhé polohovce na 400 m. S vědomím, že na A-finále nemá se dokoupal do cíle v čase 4:34,89 a byl asi sám překvapen postupem do B-finále po odhlášení jednoho závodníka (Němec Peter Bermel). Odpolední B-finále doslova vypustil a skončil poslední v čase 4:41,40 (celkově 16.), což samo o sobě neukazovala na vyladění formy. Po dvou dnech volna plaval 200 m motýlek. V rozplavbách zaplaval čas 2:03,39 a nepostoupil ani do B-finále. Trenér Jan Vokatý jeho výkon komentoval slovy "Ondřej po 100 metrech ztrvdnul, nebyl to pěkný pohled. Den před závodem hýřil s Petrem Kladivou optimismem, před rozplavbou byl nervózní, po doplavání byl jako zařezaný." Na závěr mistrovství ještě nastoupil do krátké polohovky na 200 m. Náladu realizačnímu týmu, ani sám sobě nezlepšil. Čas 2:09,05 stačil na 22. místo. Šéftrenér Daniel Machek vyjádřil po návratu smutek z jeho výkonu. On sám by se nejradši propadnul do Západního Německa a svým způsobem tak legálně učinil. Na podzim dostal, po uvolnění politických poměrů v Československu, nabídku studovat do Spojených států, kterou kvitoval.

### Studium v Bakersfieldu 1990-1993, život v USA, svatba, trenérství a předčasná smrt
V lednu 1990 po silverstru odletěl do Spojených států. Možnosti získání univerzitního stipendia mu vybavoval šéftrenér československé reprezentace Daniel Machek. S nabídkou se ozvala Kalifornská státní univerzita v Bakersfieldu, jehož plavecký tým vedl známý trenér Ernie Maglischo. S univerzitním týmem Roadrunners získal v období 1990-93 řadu úspěchů v soutěži NCAA. Vedle sportovního stipendia si přivydělával jako plavčík.
Podmínky pro vrcholovou přípravu však neměl ve Spojených státech optimální. V červenci 1990 se účastnil letního mistrovství republiky, na kterém zaplaval 200 m motýlek v podprůměrném čase 2:11,23.
V roce 1992 zůstal daleko za limity pro start na olympijských hrách v Barceloně. V československé a později české reprezentaci se již neobjevil. Naposledy se účastnil domácího mistrovství republiky v roce 1996, na kterém plaval 200 m motýlek za 2:13,93.
Od roku 1994 plaval v Los Angeles amatérské závody organizace Southern California Aquatics (SQAQ). Sportovní kariéru ukončil v roce 1996 a pracoval v Los Angeles jako plavecký instruktor pro SQAQ. V létě 1997 se oženil s Američankou Nicole.
22. června 1999 ho při přecházení křižovatky Sepulveda Boulevard, Santa Monica Boulevard v Santa Monice, Los Angeles srazil projíždějící pick-up. Druhého dne 23. června podlehl zraněním v nemocnici. Bylo mu 32 let. Ironií osudu byl za dva-tři dny 25. června překonán o dvě setiny jeho letitý český rekord na 200 m motýlek Josefem Horkým.

### České rekordy od 1.1.1993
|      | disciplína    | čas     | klub                  | datum     | závod              | místo              | poznámka  | platnost         | pokořitel          |
| ---- | ------------- | ------- | --------------------- | --------- | ------------------ | ------------------ | --------- | ---------------- | ------------------ |
| 1987 | 200 m motýlek | 2:01,44 | TJ Vysoké školy Praha | 22.8.1987 | mistrovství Evropy | Štrasburk, Francie | rozplavby | 11 let a 307 dní | Josef Horký (1999) |